# فينكل
فينكل (بالألمانية: Winkel) هي إحدى بلديات مقاطعة بولاخ في كانتون زيورخ في سويسرا. تبلغ مساحتها 8.16 كيلومتر مربع، ويقدر عدد سكانها بـ 4540 نسمة (حسب تعداد ديسمبر 2017).